# Фрумушица
Фрумушица (рум. Frumușița) — село у повіті Галац в Румунії. Входить до складу комуни Фрумушица.
Село розташоване на відстані 205 км на північний схід від Бухареста, 25 км на північ від Галаца.

## Населення
За даними перепису населення 2002 року у селі проживали 3083 особи. Усі жителі села рідною мовою назвали румунську.
Національний склад населення села:
| Національність | Кількість осіб | Відсоток |
| -------------- | -------------- | -------- |
| румуни         | 2671           | 86,6%    |
| цигани         | 412            | 13,4%    |